# Skała nad Potokiem

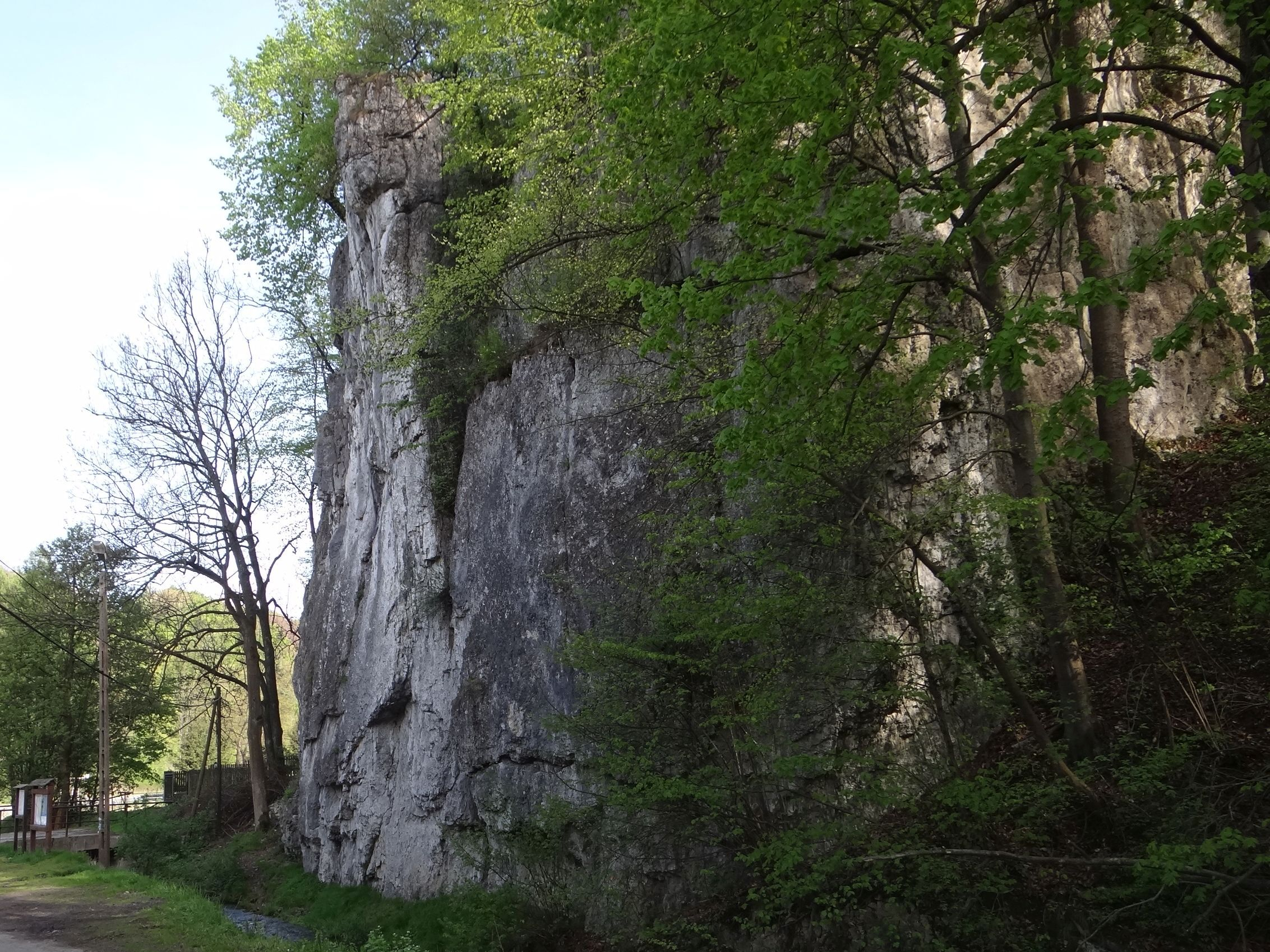
Skała nad Potokiem od strony bocznej drogi

Skała nad Potokiem – skała w miejscowości Sułoszowa w województwie małopolskim, na Wyżynie Olkuskiej, w powiecie krakowskim, w gminie Sułoszowa. Pod względem geograficznym znajduje się w Dolinie Prądnika na Wyżynie Olkuskiej. Wznosi się w dolnej, południowo-wschodniej części tej miejscowości, w odległości kilkudziesięciu metrów od głównej drogi biegnącej przez wieś, przy bocznej, asfaltowej drodze do przysiółka Blech. Tuż powyżej skały znajduje się Źródło nad Orczykiem. Wypływający z niego potok opływa północne podnóża Skały nad Potokiem.
Skała zbudowana jest z twardych wapieni skalistych. Znajduje się na terenie prywatnym, ale właściciele pozwalają na wspinaczkę na skale, przy zachowaniu określonych warunków. Obok skały znajduje się tablica informacyjna i niewielki plac parkingowy.
Skała ma połogie, pionowe lub przewieszone ściany o wysokości 10–20 m. Występują w nich takie formacje skalne jak: filar, komin i zacięcie. Wspinacze skalni poprowadzili na niej 28 dróg wspinaczkowych o trudności III– VI.3+ w skali Kurtyki. Mają wystawę zachodnią i północną.